# Bandita-szövőmadár
A bandita-szövőmadár vagy feketenyakú szövőmadár (Ploceus nigricollis) a madarak osztályának a verébalakúak (Passeriformes) rendjéhez, ezen belül a szövőmadárfélék (Ploceidae) családjához tartozó faj.

## Előfordulása
Angola, Benin, Burkina Faso, Burundi, Csád,  Kamerun, a Kongói Köztársaság, a Kongói Demokratikus Köztársaság, a Közép-afrikai Köztársaság, Elefántcsontpart, Egyenlítői-Guinea, Etiópia, Gabon, Gambia, Ghána, Guinea, Bissau-Guinea, Kenya, Libéria, Mali, Niger, Nigéria, Ruanda, Szenegál, Sierra Leone, Szomália, Dél-Szudán, Tanzánia, Togo és Uganda területén honos.

## Alfajai
- Ploceus nigricollis nigricollis
- Ploceus nigricollis brachypterus
- Ploceus nigricollis melanoxanthus
- Ploceus nigricollis po

## Megjelenése
Testhossza 16 centiméter.

## Szaporodása
Fészekalja 2-3 tojásból áll.